# نریا گارمندیا
نریا گارمندیا (انگلیسی: Nerea Garmendia؛ زادهٔ ۲۹ اکتبر ۱۹۷۹) بازیگر اهل اسپانیا است.
از فیلم‌ها یا برنامه‌های تلویزیونی که وی در آن نقش داشته است می‌توان به مردان پاکو اشاره کرد.